# Надежда (Ростовская область)
Надежда — посёлок в Матвеево-Курганском районе Ростовской области.
Входит в состав Алексеевского сельского поселения.

### Улицы
- ул. Миусская,
- ул. Молодёжная,
- ул. Октябрьская,
- ул. Первомайская,
- ул. Советская.

## История
Первоначально — немецкое лютеранское село Ней-Гоффнунг, основано в 1878 году переселенцами из колонии Рибенсдорф.

## Население
| 2010 |
| ---- |
| 881  |